# Бергенська метеорологічна школа
Бергенська метеорологічна школа — наукова школа, що у великій мірі заклала основи сучасного прогнозування погоди. Школа була започаткована норвезьким фізиком та метеорологом, засновником Бергенського геофізичного інституту Вільгельмом Б'еркнесом та його молодшими співробітникам у 1917 році. Вони намагалися визначити причини руху атмосфери за допомогою математичного опису гідро- і термодинамічних законів, багато з яких були встановлені самими членами Бергенської школи.
| Погода | Це незавершена стаття з метеорології. Ви можете допомогти проєкту, виправивши або дописавши її. |